# Bakhtar Afghan Airlines
Bakhtar Afghan Airlines — колишня афганська авіакомпанія зі штаб-квартирою в Кабулі, яка виконувала регулярні та чартерні пасажирські перевезення по аеропортах країни.

## Флот
У серпні 2006 року повітряний флот авіакомпанії Bakhtar Afghan Airlines становили такі літаки:
- 2 Ан-24[1]